# 어쌔신 크리드 섀도우스
어쌔신 크리드 섀도우스(Assassin's Creed Shadows)는 2025년 액션 어드벤처 게임으로 유비소프트 퀘벡이 개발하고 유비소프트가 배급한다. 이 게임은 어쌔신 크리드 시리즈의 열네 번째 주요 작품이며, 어쌔신 크리드 미라지(2023)의 후속작이다.
16세기 일본의 센고쿠 시대 말기를 배경으로, 평화와 자유를 위해 싸우는 아사신과 통제를 통해 평화를 추구하는 성전기사단 사이의 수천 년에 걸친 투쟁을 두 명의 주인공 시점에서 다룬다. 한 명은 쿠노이치(여성 시노비)인 후지바야시 나오에이고, 다른 한 명은 야스케로, 동명의 역사적 인물에서 영감을 받은 아프리카 사무라이이다. 두 캐릭터는 각기 다른 게임플레이 스타일을 가지고 있어 퀘스트를 다양한 방식으로 접근할 수 있다.
섀도우스는 macOS, 플레이스테이션 5, Windows, 엑스박스 시리즈 X/S용으로 2025년 3월 20일에 출시되었으며, iPadOS 버전은 추후 출시 예정이다. 출시 후 이 게임은 비평가들로부터 전반적으로 긍정적인 평가를 받았다.

## 게임플레이
어쌔신 크리드 섀도우스는 각기 다른 고유 스킬을 가진 두 명의 플레이 가능 캐릭터에 중점을 둔 액션 어드벤처 게임이다. 이 게임은 앙빌의 업그레이드된 버전으로 개발되었으며, 동적 조명과 환경 상호작용을 활용한다. 개선 사항으로는 파괴 가능한 오브젝트 추가와 그림자를 조작하고 그래플링 훅을 사용하여 파쿠르를 하는 기능이 포함된다. 이 게임의 오픈 월드는 어쌔신 크리드 오리진스의 규모와 비슷하며, 계절 변화가 게임플레이에 영향을 미칠 수 있다(예: 나오에가 잠수하여 숨을 수 있는 연못과 얕은 물은 겨울에 얼어붙는다).
미션은 비선형 방식으로, 플레이어가 자유롭게 목표를 추적하고 제거하도록 장려한다. 이전 게임과는 달리, 시점 포인트는 목표를 표시하기 위한 것이 아니라 플레이어가 관심 있는 지점을 찾는 데 도움을 주는 역할을 한다. 기본적으로 어쌔신 크리드 섀도우스는 목표나 주요 NPC의 정확한 위치를 드러내지 않으며, 플레이어는 정찰병을 고용하여 단서를 바탕으로 정확한 위치를 좁혀야 한다.
새로운 게임플레이 기능에는 엎드려 기어다니기와 땅을 따라 기어가는 능력이 포함되어 플레이어가 발각을 피하고 작은 틈을 통과하는 데 도움이 된다. 캐릭터는 얕은 물에 들어가 대나무 막대기를 통해 숨을 쉴 수 있다.
플레이어는 임무를 진행하면서 캐릭터를 전환할 수 있다. 일본도와 금쇄봉 전투 곤봉, 나기나타와 같은 장병기, 수리검과 쿠나이와 같은 투척 무기, 유미와 텟포 조총과 같은 원거리 무기, 그리고 구사리가마 등 다양하고 역사적으로 정확한 무기를 사용할 수 있다. 각 무기에는 고유의 스킬 트리가 있어 숙련도를 향상시킬 수 있다.
두 캐릭터는 뚜렷하게 다른 플레이 스타일을 가지고 있다. 플레이어는 나오에로 은밀하고 민첩한 접근 방식을 택하거나, 야스케로 정면 승부를 택할 수 있다.
나오에는 세 가지 주요 무기를 사용할 수 있다. 일본도 (역수 파지), 구사리가마, 그리고 상징적인 히든 블레이드와 함께 사용하는 단검(탄토)이다. 히든 블레이드는 회전할 수 있어 아이스픽 그립으로 잡을 수 있다. 그녀는 또한 피해를 주거나, 광원을 끄거나, 경보 시스템을 방해하거나, 적을 분산시키고 방해할 수 있는 투척 무기를 사용할 수 있다. 나오에는 파쿠르에도 능숙하여 게임 내 대부분의 구조물을 스스로 또는 그래플링 훅을 사용하여 오를 수 있다. 그녀는 또한 민첩한 전투 스타일을 가지고 있으며, 이는 적의 공격을 회피하고, 적의 공격을 반격으로 전환하며, 적을 넘어 그들의 가장 취약한 부분을 공격하는 것을 포함한다.
야스케는 다섯 가지 주요 무기를 사용할 수 있다. 그는 긴 일본도로 시작하며, 결국 나기나타와 가나보를 보조 근접 무기로 사용할 수 있게 된다. 야스케는 유미 활과 텟포(아르케부스)를 사용하여 원거리에서도 치명적이다. 나오에만큼 파쿠르에 능숙하지는 않지만, 야스케는 더 많은 체력으로 이를 보완한다. 그는 또한 공격을 패리하고, 버티면서 적의 공격을 튕겨내 반격 기회를 열며, 자신의 뛰어난 크기와 힘을 최대한 활용하여 적을 발로 차고 돌진한다.

## 개요

### 배경
어쌔신 크리드 섀도우스는 봉건 일본, 특히 아즈치 모모야마 시대 말기인 1579년을 배경으로 한다. 이 시대는 일본의 격렬한 내전 시기인 센고쿠 시대의 최종 단계이다. 게임은 오다 노부나가가 조총을 사용하여 다케다 가문에 승리한 후, 그의 권력이 절정에 달했을 때를 다룬다. 주요 역사적 사건에는 1581년 노부나가의 이가 지역 습격과 이가 잇키가 관련된 닌주쓰 기술로 유명한 중요한 전투가 포함된다. 이전 어쌔신 크리드 시리즈와 마찬가지로, 역사적 인물에 기반한 캐릭터들이 게임에 등장한다. 두 명의 플레이 가능한 캐릭터 중 한 명인 사무라이 야스케, 선교사 루이스 프로이스와 알레산드로 발리냐노, 다이묘 오다 노부나가, 사무라이 핫토리 한조, 아케치 미쓰히데, 그리고 이세 사다오키, 교뇨, 상인 이마이 소쿤과 이마이 소큐, 그리고 차의 달인 센노 리큐 등이 있다.
게임 세계는 교토, 고베, 오사카, 이가 지역 등 일본 중부의 간사이 지역을 포함하며, 다케다, 후쿠치야마와 같은 역사적으로 정확한 성들과 복잡한 던전으로 설계된 상세한 역사적 랜드마크와 요새를 특징으로 한다. 이 설정은 당시 일본의 도시화, 분주한 항구, 사무라이 지구, 그리고 화려한 건축물을 반영하며, 게임의 파쿠르와 탐험에 중요하다. 포르투갈 상인과 예수회 선교사들이 기독교와 대포 및 장총과 같은 새로운 기술을 도입한 영향도 게임 환경과 서사에 영향을 미친다.

### 줄거리
1581년, 모잠비크 노예 디오고는 일본 전역에서 선교사들의 안전한 통행을 오다 노부나가와 협상하려는 예수회 사절단과 함께 교토에 도착한다. 노부나가는 디오고를 자신의 휘하로 옮기는 조건으로 요청을 수락한다. 디오고는 사무라이 훈련을 시작하고 6개월 후, 이제 야스케라는 이름으로 노부나가를 따라 이가 지역을 공격하여 이가 잇키의 시노비를 전멸시킨다. 전투 중 시노비 후지바야시 나오에는 아버지 나가토에게 그의 히든 블레이드를 가지고 근처 고분에 숨겨진 특별한 상자를 회수하라는 임무를 받는다. 그녀는 어떤 대가를 치르더라도 상자를 보호해야 한다. 상자를 찾은 후, 나오에는 가면을 쓴 사무라이에게 습격당하고 부상을 입어 상자를 빼앗기고 죽을 위기에 처한다. 나가토가 그녀를 구출하고, 충분히 회복된 후 나오에는 가면을 쓴 사무라이를 성까지 추적하여 암살하고 상자를 되찾는다. 그러나 탈출 중, 나오에는 가면을 쓴 사무라이의 동료인 신바쿠후에게 총을 맞고 궁지에 몰린다. 나가토가 나오에를 도우러 오지만 치명상을 입고 둘 다 죽을 위기에 처한다. 마지막 숨을 내쉬며 나가토는 나오에에게 "검을 따르라"고 지시한다.
부상에서 회복된 후, 나오에는 오랜 가족 친구인 도미코에게 도움을 구한다. 도미코는 나오에에게 자신의 농장을 물자 및 동맹을 모으는 기지로 사용하게 하고, 그녀를 사카이시로 안내한다. 사카이에 도착하자마자 나오에는 추가 동맹을 모으고 신바쿠후 두 명을 추적하여 죽인다. 그런 다음 그녀는 아케치 미쓰히데에게 접근하여 신바쿠후의 지도자라고 주장하는 노부나가를 암살하는 것을 도와달라고 요청한다. 미쓰히데의 도움으로 나오에는 혼노지에 잠입하여 노부나가를 공격하지만 야스케에게 저지당한다. 노부나가는 미쓰히데가 나오에게 거짓말을 했으며 자신은 신바쿠후와 아무런 관련이 없다고 주장한다. 혼란스러운 나오에는 노부나가가 미쓰히데의 손에 넘어가는 것을 막기 위해 할복하는 동안 절을 떠나고, 야스케는 낭인이 된다.
미쓰히데에게 복수하기 위해 나오에와 야스케는 모두 가타노 성으로 향하여 그를 찾는다. 새로운 목적을 찾던 야스케는 나오에에게 자신의 대의에 합류하고 싶다고 말하고, 그녀가 가진 히든 블레이드를 알아본다. 그는 이가 잇키의 지도자인 모모치 산다유와 싸워 이겼을 때 그 역시 히든 블레이드를 가지고 있었으며, 야스케에게 그녀를 찾으면 나오에를 도우라고 재촉했다고 밝힌다. 나오에는 복수심에 야스케를 죽이는 것을 고려하지만, 아버지도 나오에가 죽인 신바쿠후 중 한 명이었지만 결국 그녀를 용서하기로 한 추종자 준지로에게 설득된다. 함께 일하며 나오에와 야스케는 더 많은 신바쿠후를 추적하고 죽이는 임무를 계속하며, 결국 도쿠가와 이에야스와 이가 잇키의 전 멤버인 핫토리 한조를 만난다. 한조는 나오에에게 그 상자를 잊으라고 경고한다. 나가토와 그녀의 어머니 쓰유 모두 그것을 보호하려다 죽었기 때문이다. 그러나 나오에가 물러서지 않을 것을 보고, 한조는 그녀에게 셋쓰시에 있는 고분으로 가서 부모님에 대한 진실을 알아보라고 지시한다. 그곳에서 그녀는 암살단 은신처와 일지를 발견하는데, 암살단이 고나라 천황의 지시로 일본에 새로운 형제단을 건설하도록 지시받았으며, 쓰유는 그 임무를 부여받은 암살단 중 한 명이었다는 것을 알게 된다. 나오에, 야스케, 준지로는 '가쿠시바 잇키'("히든 블레이드 연맹")를 결성한다.
나오에와 야스케는 점차 연맹을 확장하여 새로운 구성원을 모집하고, 미쓰히데 자신과 조직의 지도자를 제외한 대부분의 신바쿠후를 제거한다. 그들은 쇼류지 성으로 향하여 미쓰히데가 도요토미 히데요시에게 포위된 것을 발견하고, 미쓰히데를 먼저 찾아 상자의 위치를 알아내기 위해 히데요시 군대에 합류한다. 그들은 미쓰히데를 물리치고, 그는 신바쿠후의 진짜 지도자가 오다 노부나가에게 폐위된 전 쇼군인 아시카가 요시아키임을 밝힌다. 필요한 정보를 얻은 나오에는 아버지의 복수를 위해 미쓰히데를 죽인다. 히데요시는 승리를 선언하고 일본을 개혁하겠다고 약속하며, 나오에는 그 약속을 지키라고 경고한다. 나오에와 야스케는 요시아키와 대면하고, 그는 상자와 정보를 교환하여 목숨을 구하겠다고 제안한다. 그는 상자가 세 개 중 하나이며, 각각 일본 황실 삼종신기 중 하나를 포함하고 있다고 밝힌다. 그는 또한 쓰유와 일치하는 암살자가 야마토에서 목격되었고, 야스케와 과거 인연이 있는 템플러 기사단의 멤버인 두아르테 드 멜로가 오바마 항에 있다고 밝힌다. 두 사람은 요시아키의 목숨을 살려주지만, 야스케는 노부나가가 역사에 이름을 남긴 반면 요시아키는 잊혀질 것이라고 지적한다.
나오에는 야마토로 여행하여 마침내 나가토가 쓰유에 대해 이야기해 준 이야기를 떠올린다. 수년 전, 쓰유가 이끄는 일본 암살단은 세 개의 황실 삼종신기를 보호하도록 맡겨졌다. 형제단은 수년 동안 번창했지만 갑자기 신바쿠후 군대의 공격을 받아 학살되었고, 두 개의 황실 삼종신기를 도난당했으며, 나가토, 쓰유, 산다유만이 살아남았다. 쓰유는 도난당한 황실 삼종신기를 되찾기 위해 떠났지만 돌아오지 않았다. 나오에는 황실 삼종신기를 숨기려 했던 암살단의 장소를 발견하고 상자를 돌려주어 아버지와의 약속을 지킨다. 그런 다음 한조가 두 번째 상자를 돌려주는데, 이는 이에야스가 템플러에게서 회수한 것이었다. 한조는 쓰유가 자신보다 나가토를 선택한 것에 대한 질투심으로 암살단을 배신하고 신바쿠후에게 황실 삼종신기의 위치를 알려주었다고 인정한다. 나오에는 한조를 용서하거나 결투에서 그를 물리치고 결국에는 속죄하는 유일한 방법은 암살단에 합류하여 둘 다 살아 있다고 믿는 쓰유를 찾는 것을 돕는 것이라고 그를 설득한다.
한편, 야스케는 노예 상인 두아르테 드 멜로를 추적한다. 야스케는 두아르테를 죽이고 일본의 템플러 기사단 지도자인 누노 카로를 찾기 시작한다. 그는 누노를 추적하여 대면하며, 야스케와 그의 어머니가 누노의 배를 타고 일본으로 가던 중 노예였다고 밝힌다. 누노는 야스케의 어머니를 스파이로 의심하여 처형했고, 야스케를 처형하려던 순간 암살자가 개입하여 야스케가 물에 뛰어들어 탈출할 시간을 벌어주기 위해 자신을 희생한다. 야스케는 템플러 기사단에 전쟁을 선포하고 누노 카로를 암살한다.

## 개발
어쌔신 크리드 섀도우스는 2022년 9월 유비소프트 포워드에서 어쌔신 크리드: 코드네임 레드라는 임시 제목으로 예정된 후속작인 어쌔신 크리드: 코드네임 헥스와 함께 발표되었다. 그곳에서 유비소프트는 어쌔신 크리드가 디자인 철학과 향후 게임 접근 방식의 변화와 관련된 세 번째 시기에 접어들 것이며, 이는 모두 어쌔신 크리드 인피니티 (나중에 애니머스 허브로 개명)라는 작업 개념으로 연결될 것이라고 발표했다. 첫 번째 주요 게임플레이 세부 정보는 2024년 5월 15일에 최종 이름과 출시일과 함께 발표되었다. 또한 이전에 어쌔신 크리드 오디세이와 어쌔신 크리드 신디케이트를 개발했던 유비소프트 퀘벡이 게임 개발을 담당할 것이라고 나중에 밝혀졌다. 개발은 어쌔신 크리드 발할라 출시 후 2020년에 시작되었다.
섀도우스는 시리즈 최초로 9세대 비디오 게임기 (플레이스테이션 5 및 엑스박스 시리즈 X/S)를 대상으로 하며, 8세대 콘솔 (플레이스테이션 4 및 엑스박스 원) 지원은 중단한다. 수석 프로듀서 칼 오네는 신형 콘솔에 있는 하드웨어가 빛, 그림자, 동적 날씨와 같은 효과를 제공하는 새로운 버전의 엔진을 지원하는 데 필요하다고 말했다.

## 출시 및 홍보
어쌔신 크리드 섀도우스는 원래 iPadOS, macOS, 플레이스테이션 5, Windows, 엑스박스 시리즈 X/S용으로 2024년 11월 15일에 출시될 예정이었다. 2024년 9월, 유비소프트는 게임이 기능적으로 완성되었음에도 불구하고 스타워즈 아웃로 8월 출시에서 얻은 통찰력을 인용하며 추가적인 개선을 위해 출시를 2025년 2월 14일로 연기하기로 결정했다고 발표했다. 회사는 또한 게임의 시즌 패스를 취소하고 기존 사전 주문을 환불했으며, 향후 사전 주문에는 첫 번째 확장팩이 무료로 포함될 예정이다. 유비소프트의 이전 출시 관행과 달리 PC 버전은 스팀, 에픽게임즈 스토어, 유비소프트 커넥트에서 동시에 출시될 예정이다. 2025년 1월, 유비소프트는 회사의 매각 가능성을 모색하고 개발자들에게 추가 변경 사항을 구현할 시간을 더 주기 위해 출시를 3월 20일로 다시 연기했다.
섀도우스는 2025년 1월 일본의 컴퓨터 오락 등급 기구 (CERO)에 의해 "CERO Z" 등급을 받았는데, 이는 합법적으로 성인에게만 게임 판매를 제한한다. CERO는 시체 절단과 같은 게임 내 고어 장면의 양에 따라 등급을 부여했다. 게임은 고어 장면을 표시하거나 비활성화할 수 있는 게임 내 토글 기능이 포함된 국제 버전으로 출시될 예정이지만, 유비소프트는 더 낮은 CERO 등급을 달성하기 위해 토글 기능이 포함되지 않고 게임에서 고어 장면을 제거한 일본 전용 버전의 게임을 만들기 위해 노력하고 있다고 밝혔다. 게임 홍보를 위해 수집용 피규어가 출시될 예정이었다. 이 피규어는 나가사키시의 산노 신사에 있는 손상된 외발 도리이 게이트와 유사한 디자인을 사용했는데, 이 신사는 나가사키 원자폭탄 투하의 진원지에서 1마일도 채 떨어져 있지 않다. 이는 문화적 무감각성 주장에 따라 판매가 중단되었다. 2025년 2월, 유출된 게임플레이 영상에서 야스케가 이타테효즈 신사에 들어가 제단을 파괴하는 장면이 공개되어 논란이 되었다. 신사 관계자는 게임 내 신사 사용에 대해 협의하지 않았으며 게임에 대해 "적절한 조치"를 취할 것이라고 말했다.
2025년 2월, 유비소프트는 게임의 사전 주문이 시리즈 중 두 번째로 많이 팔린 게임인 어쌔신 크리드 오디세이와 비슷한 수준이라고 밝혔다. 같은 달, 플레이스테이션 5 물리 디스크판이 유출되었다고 보도되었다.
일본의 참의원 가다 히로유키와 일본 총리 이시바 시게루의 불만 제기 이후, 유비소프트는 사원 내 특정 오브젝트 파괴 기능을 제거하고 어쌔신 크리드 섀도우스 전역의 다양한 사원 및 사찰에서 NPC가 흘리는 "피의 양"을 줄였다. 출시 직전, 유비소프트는 개발자들에게 소셜 미디어 계정 및 잠재적 괴롭힘에 대한 지침과 자료를 제공했다.
섀도우스는 macOS, 플레이스테이션 5, Windows, 엑스박스 시리즈 X/S용으로 2025년 3월 20일에 출시되었다.
2025년 3월 26일 게임 홍보를 위해 유비소프트는 로파이 걸 채널과 제휴한다.

## 평가

### 비평가 반응
어쌔신 크리드 섀도우스는 리뷰 애그리게이터 웹사이트 메타크리틱에 따르면 비평가들로부터 "대체로 호의적인" 평가를 받았으며, 오픈크리틱에 따르면 비평가들의 82%가 이 게임을 추천한다.
디지털 트렌즈의 조반니 콜란토니오는 "기억에 남는 캐릭터"와 "평화로운 탐험"에 대해 이 게임을 칭찬했지만 "엉망진창 스토리"와 "얇은 콘텐츠"를 비판했다. Eurogamer의 톰 필립스는 "봉건 일본의 아름다움을 존중하지만, 가장 강렬한 순간은 두 주인공의 개인적인 이야기에 저장되어 있다"고 썼다. 게임 인포머의 웨슬리 르블랑은 "섀도우스는 이전 작품들과 마찬가지로 나에게 개인 애니머스에 저장할 나만의 기억을 남겼다. 이 매체에서는 게임플레이가 왕이라는 것을 상기시켜 준다. 섀도우스에서는 야스케와 나오에로 플레이하는 것이 이 시대에 통치했던 쇼군들만큼이나 강력하다"고 썼다. 게임스팟의 조던 라미는 "하나 너무 많은 플레이 가능한 주인공을 포함함으로써 좋은 것을 망치지만, 나오에는 레거시에 귀중한 새로운 추가물이다"라고 말했다. GamesRadar+의 앤드류 브라운은 "대담함으로 번창한다. 두 주인공은 시리즈의 은밀한 뿌리와 현대 RPG 경향을 개선하지만, 어느 캐릭터도 충분히 활용하지 못하는 모호한 이야기에 실망한다"고 말했다. 하드코어 게이머의 케빈 던스모어는 "어쌔신 크리드 섀도우스는 종이 위에서 몇 년 만에 최고의 어쌔신 크리드 게임이 될 수 있는 많은 요소를 가지고 있었다"고 생각했지만 "거의 똑같은 만큼 부족하다"고 말했다. IGN의 자렛 그린은 "지난 10년 동안 다듬어 온 오픈 월드 스타일의 최고의 버전 중 하나를 만들어냈다"고 썼다. 그린은 게임의 개선된 메커니즘과 봉건 일본 배경을 언급했지만, 불균형한 전투와 놓친 스토리텔링 기회를 비판했다. NME의 에코 앱시(Echo Apsey)는 "환상적인 이야기와 잘 발달된 캐릭터는 이 게임을 재미있게 탐험할 수 있는 믿을 수 있는 일본 시대로 기반을 다진다. 이 게임은 프랜차이즈의 다음 게임들을 위한 표준을 자신감 있게 설정한다"고 말했다. CNET의 오스카 곤잘레스는 액션과 스텔스의 성공적인 결합을 강조하면서도 퀘스트 디자인과 영어 성우 연기의 특이점을 언급했다.
PC Gamer의 모건 박은 게임의 지루한 스토리, "밋밋한 캐릭터, 쏟아지는 퀘스트"를 비판했고, 프레이저 브라운은 "좋아할 만한 요소가 많다"고 말했지만 RPG 요소를 비판했다. PCGamesN의 레이드 맥카터는 "오픈 월드는 뛰어나고 전투는 훌륭하며 두 주인공 디자인은 다소 새롭지만, 어쌔신 크리드 섀도우스는 너무 반복적이고 드라마틱하게 평평하여 과거 여행을 완전히 추천하기에는 부족하다"고 말했다. Push Square의 로버트 램지는 "흥미롭고 반전 있는 스토리", "훌륭한 주인공", "탄탄한 전투", "눈에 띄는 사운드트랙"에 대해 이 게임을 칭찬했지만, 강제된 RPG 요소와 "거친" 영어 더빙을 비판했다. Shacknews의 에이단 오브라이언은 "흥미로운 캐릭터"와 재미있는 전투에 대해 게임을 칭찬했지만, "이동" 메커니즘이 "가끔 어색하고 서투르게 느껴질 수 있다"고 지적했으며, NPC의 가끔 "약한" 성우 연기가 있었다. 가디언의 다니엘라 루카스는 게임의 "뛰어난 연기력과 감정적으로 울림 있는 순간들"을 칭찬했다. Video Games Chronicle의 조던 미들러는 이 게임을 "10년 만에 최고의 어쌔신 크리드 게임"이라고 불렀다. VG247의 돔 페피아트는 "플레이하는 것이 매우 재미있고, 몰입감 있는 이야기를 들려주며, 모든 작은 행동에서 많은 발전과 보상감을 느낄 수 있어 실제로 오픈 월드 게임처럼 느껴진다"고 말했다.

### 판매 실적
유비소프트는 어쌔신 크리드 섀도우스가 출시 당일 백만 명 이상의 플레이어를 넘어섰다고 밝혔으며, 일주일 안에 3백만 명의 플레이어를 기록했다. 스팀은 출시 당일 최대 41,412명의 동시 접속자 수를 기록했으며, 출시 후 첫 주말 동안 64,825명으로 증가했다. 이 기록은 현재까지 스팀에서 동시 접속자 수가 가장 많은 어쌔신 크리드 게임으로 자리매김했다. 시장 조사 기관인 서카나의 분석에 따르면, 섀도우스는 2025년 3월 가장 많이 팔린 게임이며 몬스터 헌터 와일즈에 이어 연간 두 번째로 많이 팔린 게임이다.

### 수상 실적
어쌔신 크리드 섀도우스는 2024년 골든 조이스틱 어워드에서 가장 기대되는 게임 부문 후보에 올랐다.

## 흑인 사무라이 캐스팅을 공격하는 온라인 반발
2024년 5월 15일 비디오 게임의 프리미어 예고편이 공개되자, 야스케를 중심 캐릭터로 내세운 결정은 온라인에서 비판을 불러일으켰다. 보수적인 비평가들과 팬들은 소셜 미디어에서 토착 일본인이 아닌 흑인 사무라이 주인공을 포함시킨 것에 대해 부정적으로 반응하며 유비소프트가 "워크해졌다"거나 야스케가 "진정한 사무라이가 아니다"라고 주장했다. 다른 사람들은 유비소프트가 남성 동아시아인 주인공이 등장하는 게임을 만든 적이 없다고 지적했다. 온라인 반발은 게임 개발자에 대한 괴롭힘과 위협으로 이어졌다. 일본 문화 관련 다트머스 대학교 부교수인 사치 슈미트-호리는 게임의 대화 정확성을 검토하는 데 도움을 주었지만, 그녀 역시 괴롭힘의 대상이 되었지만 스스로 공격을 막아냈다. 와이어드의 로렌스 러셀을 포함한 여러 논평가들은 이 반발을 게이머게이트 괴롭힘 캠페인 및 대안 우파와 비교했다.

### 일론 머스크의 비판
일론 머스크는 어쌔신 크리드 섀도우스와 유비소프트를 "워크" 콘텐츠에 대해 비판하며, "DEI는 예술을 죽인다"고 주장했다. 그리고 야스케의 포함이 불쾌하다고 구체적으로 지적했다. 유비소프트는 머스크의 발언이 "단지 증오를 부추기는 것"이며 자신들은 정치를 밀어붙이는 것이 아니라 게임을 만드는 데 집중하고 있다고 반박했다. 유비소프트는 비판에 대해 야스케에 대한 선택에 대해 입장을 옹호했다. 게임 디렉터 샤를 베누아는 야스케가 "외국인의 시선인 그의 눈을 통해" 플레이어가 일본을 동시에 발견할 수 있기 때문에 선택되었다고 말했다. IGN의 맷 킴은 다른 사무라이 게임들과 차별화하기 위해 야스케를 선택한 것을 칭찬했다. 학자 토머스 로클리는 야스케의 사무라이 묘사를 옹호하며, 야스케의 사무라이 신분에 대해 의문을 제기한 명망 있는 일본 역사학자는 없다고 말했다.

## 참고 문헌
1. ↑  유비소프트 베오그라드, 유비소프트 보르도, 유비소프트 부쿠레슈티, 유비소프트 청두, 유비소프트 키이우, 유비소프트 몽펠리에, 유비소프트 몬트리올, 유비소프트 오데사, 유비소프트 오사카, 유비소프트 푸네, 유비소프트 상하이, 유비소프트 싱가포르, 유비소프트 소피아, 유비소프트 도쿄 추가 작업 지원[1]
2. ↑  게임에서는 야스케가 원래 모잠비크 출신으로, 예수회 선교사와 함께 일본으로 왔다고 언급한다.[4]